# Аркозелу (Говея)
Аркозе́лу (порт. Arcozelo) — район (фрегезия) в Португалии, входит в округ Гуарда. Является составной частью муниципалитета Говея. Находится в составе крупной городской агломерации Большое Визеу. По старому административному делению входил в провинцию Бейра-Алта. Входит в экономико-статистический субрегион Серра-да-Эштрела, который входит в Центральный регион. Население составляет 858 человек на 2001 год. Занимает площадь 30,79 км².